# Биоскоп „Балкан“ у Београду
44° 48′ 58″ С; 20° 27′ 45″ И / 44.81613° С; 20.46237° И
Биоскоп „Балкан“ се налази у Београду, у улици Браће Југовића 16. Као објекат у којем су се одиграли значајни догађаји за историју и културу Београда и Србије и као део комплекса зграда које су настале крајем 19. века, зграда биоскопа „Балкан“ представља сведочанство културног, урбаног и архитектонског развоја Београда током друге половине 19. века и има статус споменика културе.

## Историјат
Зграда, која је првобитно била намењена хотелу „Булевар“, подигнута је између 1867. и 1870. године. на темељима турског хана, са 14 соба и кафаном, која је имала башту увек пуну гостију. Њу је почео да зида Ђорђе Пашона произвођач алкохолних пића, али му је временом понестало новца, па је добио зајам од Ванђела Томе, познатог дуванџије. Како је позајмица била велика, Пашона није успео да је врати, те је 1900. године цело имање продао Ванђелу Томи. Репрезентативна, академски обликована зграда, састоји се из три посебне целине између данашњих улица Македонске, Браће Југовића и Булевара деспота Стефана, уз који је касније дозидан део зграде у чијем се приземљу налазила велика сала за игранке и свадбе. У тој Сали украшеној раскошним лустерима, великим огледалима и лампионима крајем 19. века гостовале су аустријске и чешке музичке капеле, тако је Булевар постао „први београдски мјузик хол“. 

Свега три године после прве филмске пројекције у Београду, 1899. године, у овој сали приказан је први филм. У згради данашњег биоскопа „Балкан“ радила је од 1909. до 1911. године Опера на Булевару, први оперски театар у Београду, под руководством Жарка Савића, због чега је и читав хотел постао познат под називом „Опера“. 

Стални биоскоп у хотелу почео је са радом 1912. године под називом „Гранд биоскоп породице Гомон у хотелу Опера“. Једно време ту су даване и представе позоришта Бране Цветковића. Садашњи назив „Балкан“ биоскоп је добио почетком 1928. године.